# Identify
Identify – pierwszy album studyjny południowokoreańskiej grupy Got7, wydany 18 listopada 2014 roku przez JYP Entertainment i dystrybuowany przez KT Music. Płytę promował główny singel „Stop Stop It” (kor. 하지하지마). Sprzedał się w nakładzie 91 419 egzemplarzy w Korei Południowej (stan na grudzień 2016).

## Lista utworów
| CD  | CD                                                             | CD                        | CD                                          | CD                                      | CD      |
| Nr  | Tytuł utworu                                                   | Tekst                     | Kompozycja                                  | Aranżacja                               | Długość |
| --- | -------------------------------------------------------------- | ------------------------- | ------------------------------------------- | --------------------------------------- | ------- |
| 1.  | „Stop Stop It” (kor. 하지하지마 Haji Hajima)                   | J.Y. Park "The Asiansoul" | J.Y. Park "The Asiansoul"                   | J.Y. Park "The Asiansoul", Hong Ji-sang | 3:18    |
| 2.  | „Gimme”                                                        | Cho Wool                  | Cho Wool                                    | Cho Wool                                | 3:44    |
| 3.  | „Take My Hand” (kor. 손이 가 Soni ga)                          | FreeeKidz                 | FreeeKidz                                   | FreeeKidz                               | 3:14    |
| 4.  | „Magnetic” (kor. 너란 Girl Neoran Girl)                        | Hong Ji-sang              | Hong Ji-sang                                | Hong Ji-sang                            | 3:24    |
| 5.  | „Just Tonight” (kor. 그냥 오늘 밤 Geunyang oneul Bam)          | Ryan Im                   | Greg Bonnick, Hayden Chapman, Myron Jordine | LDN NOISE                               | 2:43    |
| 6.  | „Turn Up the Volume” (kor. 볼륨을 올려줘 Bollyumeul Ollyeojwo) | Ryan Im                   | Paul Najjar, Daniel Kim, 110403             | Paul Najjar                             | 3:39    |
| 7.  | „Stay” (kor. 그대로 있어도 돼 Geudaero Isseodo Dwae)           | Chole                     | Erik Lidbom, Daniel Kim, 110403             | Erik Lidbom                             | 3:16    |
| 8.  | „Moonlight” (kor. 달빛 Dalbij)                                 | Noday, Chole              | Noday, Chole                                | Noday, Chole                            | 3:55    |
| 9.  | „She's a monster”                                              | mr.cho, Park Geon-woo     | mr.cho, Park Geon-woo                       | mr.cho, Park Geon-woo                   | 3:34    |
| 10. | „Girls Girls Girls”                                            | J.Y. Park "The Asiansoul" | J.Y. Park "The Asiansoul"                   | J.Y. Park "The Asiansoul", Hong Ji-sang | 3:35    |
| 11. | „A”                                                            | J.Y. Park "The Asiansoul" | J.Y. Park "The Asiansoul"                   | Noday                                   | 3:02    |

## Notowania
| Lista                    | Pozycja |
| ------------------------ | ------- |
| Gaon Weekly Album Chart  | 1       |
| Gaon Monthly Album Chart | 2       |
| Gaon Yearly Album Chart  | 20      |
| Billboard World Albums   | 6       |
| Five Music (Tajwan)      | 2       |